# Vath Koreshi
Vath Koreshi (ur. 7 maja 1936 w Lushnji, zm. 3 lutego 2006 w Rzymie) – albański polityk, pisarz i scenarzysta.

## Życiorys
Ukończył studia geologiczne na Politechnice Tirańskiej i przez 5 lat pracował jako geolog w Kukësie. W 1964 ukończył studia z zakresu języka i literatury albańskiej na Uniwersytecie Tirańskim.
Pierwsze utwory publikował jeszcze w szkole średniej. W 1964 opublikował debiutancki zbiór opowiadań Kur zunë shirat e vjeshtës. W swoim dorobku miał zarówno opowiadania, jak i powieści.
Od 1964 pisał dla pisma Zëri i rinisë (Głos Młodzieży), a także dla czasopisma literackiego Drita (Światło). Od 1974 współpracował ze studiem filmowym Nowa Albania (alb. Kinostudio Shqipëria e Re), jako autor scenariuszy. W 1978 objął stanowisko redaktora w dziale filmów fabularnych.
W 1987 rozpoczął pracę w ministerstwie kultury i sztuki, jako kierownik wydziału. W latach 1991–1992 piastował stanowisko ministra kultury, młodzieży i sportu. Po odejściu z ministerstwa, w latach 1995–2000 kierował wydawnictwem Onufri. W roku 2001 uzyskał mandat deputowanego do parlamentu albańskiego, z listy Socjalistycznej Partii Albanii.
Przez władze Albanii został wyróżniony orderem Honor Narodu (alb. Nderi i Kombit).
Zmarł na atak serca w szpitalu we Włoszech. Imieniem Koreshiego nazwano ulicę i gimnazjum w Lushnji, a także ulicę we wschodniej części Tirany.

## Dzieła

### Powieści
- 1964: Kur zunë shirat e vjeshtës (Kiedy przestają padać jesienne deszcze)
- 1968: Toka në hijet e shtëpisë (Ziemia w cieniu domu)
- 1971: Dy të shtunat e Suzanës (Dwie soboty Suzany)
- 1975: Mars
- 1977: Mali mbi kënetë (Góra nad bagnami)
- 1980: Haxhiu i Frakullës
- 1980: Dasma e Sakos (Ślub Sako)
- 1997: Ulku dhe Uilli (Ulku i Uilli)
- 1999: Konomea
- 2003: Një grua me të verdha në pyllin e Buddha-s
- 2004: Requiem për një grua (Requiem dla pewnej kobiety)

### Opowiadania
- 1972: Nderrimi i qiejve (Zmiana niebios)
- 1975: Tregime të zgjedhura (Opowiadania zebrane)

### Scenariusze filmowe
- 1974: Rrugë të bardha
- 1978: Gjeneral Gramafoni
- 1978: Nga mesi i errësirës
- 1979: Liri a vdekje
- 1981: Në kufi të dy legjendave
- 1981: Plaku dhe hasmi
- 1982: Besa e kuqe
- 1984: Nata e parë e lirisë
- 1985: Enveri ynë
- 1985: Ne prag te jetës
- 1987: Botë e padukshme
- 1990: Balada e Kurbinit
- 1998: Dasma e Sakos
- 2000: Porta Eva
- 2005: Etjet e Kosovës
- 2005: Syri magjik